# 부산 영아 투기 살인사건
부산 영아 투기 살인사건은 2014년 12월 3일 16시 6분경, 부산광역시 사하구에 있는 몰운대종합사회복지관에서 발달장애인 이모 군이 사건 당시 생후 21개월이었던 영아 정상윤 군을 3층 난간에서 떨어뜨려 살해한 사건이다.
사건을 담당하였던 수사관에 따르면, 심신상실이 적용될 정도로 사람으로서의 책임과 기능 자체가 불가능한 심신상실자가 살인사건을 저지르게 된 사건은 국내에서 이 사건이 최초라고 한다.

## 사건
이모 군은 자폐성 장애 1급으로서 심신상실의 상태였기 때문에 치료감호소 입소를 제외한 어떤 제재도 받지 않았다. 그렇다면 법적으로 생각할 수 있는 조치는 이 사건과 관계없이 심신상실의 상태임이 명백한 상태임에도 보호감독할 책임을 지는 사람한테 보호감독에 소홀했던 죄를 묻는 것인데, 이 사건에서는 그마저도 이뤄지지 않았다. 사실 치료감호소 입소 역시 형벌이 아님을 생각해보면, 이 사건으로 인해 형사처벌을 받은 사람은 문자 그대로 아무도 없었다고 한다.

## 수사
이모 군은 경찰이 신청한 구속영장이 인용돼 구속된 상태에서 수사를 받았으며, 1심 판결문에 따르면 수사 과정에서 집중을 전혀 하지 못 하는 경향을 보였고, 할 줄 아는 게 고작 이름과 다니는 학교를 묻는 질문에만 대답하는 정도였으며, 그 밖의 질문에 대해서는 의미를 알아듣지 못하는 것이 뻔히 보이는데도 무조건 '네' 라고만 답하는 태도를 보이는 탓에 이 군에 대한 법정 진술은 특수학교 담당 교사와 이 군의 어머니가 대신하였다고 한다.

## 재판
검찰은 심신상실이 아닌 심신미약으로 보고, 살인혐의를 적용하여 징역 8년 및 치료감호와 전자장치 부착명령을 청구하였다.
2015년 5월 18일 부산지방법원은 이 군의 혐의에 대해 '살해 행위는 인정되나 심신상실로 처벌대상에 해당하지 않아' 무죄를 선고하며 치료감호 청구 및 전자발찌 부착명령 청구를 기각시켰다.
검찰은 이에 불복하여 항소했으나, 항소심에서도 심신상실이 인정되어 범죄사실에 대해서는 무죄 판결이 나왔으나, 심신장애 상태에서 범행을 다시 저지를 개연성이 상당하다는 이유로 치료감호를 명령하였다. 결국 검찰은 이 사건에 당시 심신상실이 아닌 심신미약을 적용해야 한다고 보아하여 '무죄' 를 선고한 것이 부당하다고 상고했으며, 이 군의 모친은 치료감호 청구명령이 부당하다는 것에 대하여 상고하였다.
```
대법원은  쌍방의 상고를 기각하고 2심을 그대로 확정하였다.
[
10
]
[
1
]
```

## 반응
이 사건의 피해 아동은 결국 사망하였으며 아동의 부모마저 책임을 요구하고 있으나 책임지는 이는 아무도 없었기 때문에 결국 안타까운 결말만 남기게 되었다.